# Голіков Олександр Владиславович
Олекса́ндр Владисла́вович Го́ліков (нар. 13 листопада 1991, Донецьк, Україна) — український футболіст, захисник. Відомий насамперед завдяки виступам у складі футбольних клубів «Суми», київського «Арсенал», «Полтава» та юнацькій збірній України.

## Життєпис
Олександр Голіков народився в Донецьку, де й почав робити перші кроки у великий футбол. З 2004 по 2008 рік захищав кольори місцевого «Шахтаря» у змаганнях ДЮФЛУ. З 2008 року виступав за третю команду «гірників», що грала у другій лізі чемпіонату України, та «молодіжку» донеччан. Залучався до лав юнацьких збірних України різних віків. 2011 рік провів у оренді в луганській «Зорі», однак за першу команду жодного матчу так і не зіграв, задовольнившись виступами за резервний склад.
Влітку 2012 року перейшов до донецького «Олімпіка», де провів першу половину сезону.
Після більш ніж річної перерви у виступах, навесні 2014 року приєднався до складу «Макіїввугілля». Захищав кольори цього клубу до жовтня, після чого пристав на пропозицію новокаховської «Енергії».
Влітку 2015 року уклав угоду з футбольним клубом «Суми», що виступав у першій лізі чемпіонату України, і, незважаючи на більш високий рівень суперників, був одним з основних захисників команди.
У липні 2016 року на правах вільного агента перейшов до лав київського «Арсенала», де провів пів року, а на початку 2017 року став гравцем іншого клубу Першої ліги «Полтава». У її складі Голіков був основним протягом наступних півтора років і у сезоні 2017/18 допоміг команді вперше в історії вийти до Прем'єр-ліги.
Втім напередодні старту у найвищому дивізіоні «Полтава» несподівано знялась з чемпіонату і Голіков перейшов до іншого новачка вищого дивізіону «Львова».
8 лютого 2019 року ФК «Чорноморець» (Одеса) офіційно оголосив, що Олександр Голіков став новачком команди. 26 листопада 2019 року покинув одеський клуб.
4 лютого 2020 року перейшов у «Оболонь-Бровар».

## Титули і досягнення
- Володар Кубка Киргизстану: 2024